# Agathis australis

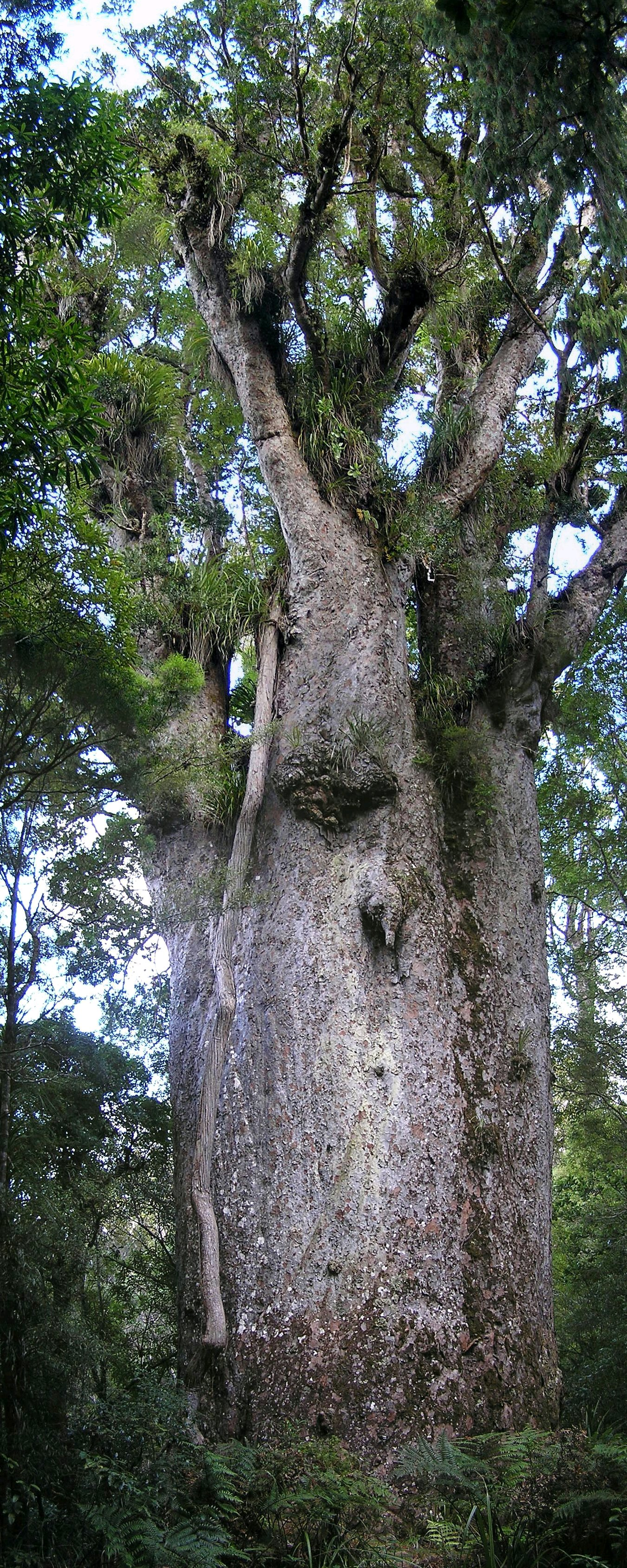
Agathis australis árvore ' Te Matua Ngahere '

Agathis australis, comumente conhecido por seu nome maori kauri ( pronounced ['kɑːʉɾi ] ), é uma árvore conífera da família Araucariaceae, encontrada ao norte de 38°S nas regiões norte da Ilha Norte da Nova Zelândia.
É a maior (em volume), mas não a mais alta espécie de árvore da Nova Zelândia, com até 50 m de altura na camada emergente acima do dossel principal da floresta. A árvore tem casca lisa e pequenas folhas estreitas. Outros nomes comuns para distinguir A. australis de outros membros do gênero são kauri do sul e kauri da Nova Zelândia.
As florestas Kauri estão entre as mais antigas do mundo. Os antecedentes do kauri surgiram durante o período jurássico (entre 190 e 135 milhões de anos atrás). Embora o kauri esteja entre as árvores mais antigas do mundo, desenvolveu um nicho único na floresta. Com sua nova interação com o solo e padrão de regeneração, ela pode competir com as angiospermas mais recentemente evoluídas e de crescimento mais rápido. Por ser uma espécie tão conspícua, a floresta que contém kauri é geralmente conhecida como floresta de kauri, embora kauri não precise ser a árvore mais abundante. No clima mais quente do norte, as florestas de kauri têm uma maior riqueza de espécies do que as encontradas mais ao sul. Kauri até atua como uma espécie de fundação que modifica o solo sob seu dossel para criar comunidades de plantas únicas.

## Taxonomia
O botânico escocês David Don descreveu a espécie como Dammara australis.
Agathis é derivado do grego e significa 'bola de barbante', uma referência à forma dos cones masculinos, que também são conhecidos pelo termo botânico stroboli.

## Descrição

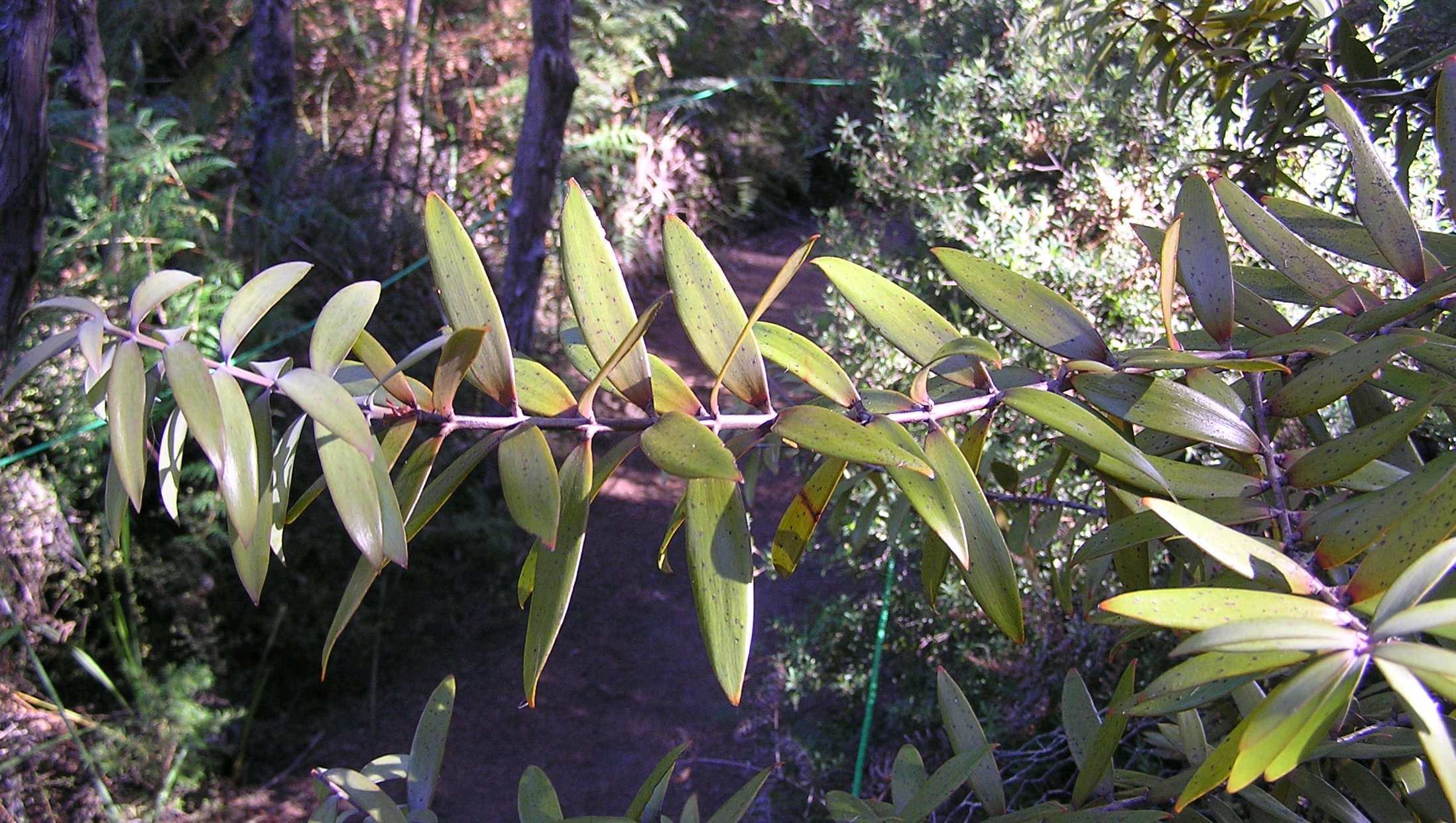
Folhagem em uma árvore jovem. A folhagem das árvores mais velhas é geralmente inalcançável.

A planta jovem cresce para cima e tem a forma de um cone estreito com ramos que se estendem ao longo do comprimento do tronco. No entanto, à medida que vai ganhando altura, os ramos mais baixos vão caindo, impedindo que as trepadeiras subam. Pela maturidade, os ramos superiores formam uma copa imponente que se destaca sobre todas as outras árvores nativas, dominando a copa da floresta.
A casca descamada da árvore kauri a defende de plantas parasitas e se acumula ao redor da base do tronco. Em árvores grandes pode acumular-se até uma altura de 2 m ou mais. O kauri tem o hábito de formar pequenos aglomerados ou manchas espalhadas por florestas mistas.
As folhas de Kauri são de 3 a 7 cm de comprimento e 1 cm de largura, textura dura e coriácea, sem nervura central; eles estão dispostos em pares opostos ou espirais de três na haste. Os cones de sementes são globosos, 5 a 7 cm de diâmetro e amadurecem 18 a 20 meses após a polinização; os cones de sementes se desintegram na maturidade para liberar sementes aladas, que são então dispersas pelo vento. Uma única árvore produz cones de sementes masculinos e femininos. A fertilização das sementes ocorre por polinização, que pode ser conduzida pelo pólen da mesma ou de outra árvore.

### Tamanho
Agathis australis pode atingir alturas de 40 a 50 metros e diâmetros de tronco grandes o suficiente para rivalizar com as sequoias californianas em mais de 5 metros. As maiores árvores kauri não atingem tanta altura ou circunferência ao nível do solo, mas contêm mais madeira em seus troncos cilíndricos do que sequóias comparáveis com seus caules afilados.
O maior espécime registrado era conhecido como The Great Ghost e cresceu nas montanhas na cabeceira do Tararu Creek, que deságua no Golfo de Hauraki, ao norte da foz do rio Waihou (Thames). O historiador do Tamisa Alastair Isdale diz que a árvore tinha 8,54 metros de diâmetro e 26,83 metros de circunferência. Foi consumido pelo fogo c.1890.
Uma árvore kauri em Mill Creek, Mercury Bay, conhecida como Pai das Florestas, foi medida no início da década de 1840 com 22 metros de circunferência e 24 metros até os primeiros galhos. Foi registrado como sendo morto por um raio naquele período.
Outra árvore enorme, Kairaru, tinha uma circunferência de 20,1 metros e um tronco colunar livre de galhos por 30,5 metros, medido por um guarda florestal da Crown Lands, Henry Wilson, em 1860. Foi em um esporão do Monte Tutamoe cerca de 30 km ao sul de Waipoua Forest perto de Kaihau. Foi destruído na década de 1880 ou 1890, quando uma série de grandes incêndios varreu a área.
Outras árvores muito maiores que os kauri vivos foram observadas em outras áreas. Rumores de tocos de até 6 metros às vezes são sugeridos em áreas como a trilha Billygoat acima do vale Kauaeranga, perto do Tâmisa. No entanto, não há boas evidências para isso (por exemplo, uma medição documentada ou uma fotografia com uma pessoa como escala).
Dado que mais de 90 por cento da área de floresta kauri antes de 1000 dC foi destruída por volta de 1900, não é de surpreender que os registros recentes sejam de árvores menores, mas ainda muito grandes. Dois grandes kauri caíram durante tempestades tropicais na década de 1970. Uma delas foi Toronui, na Floresta Waipoua. Seu diâmetro era maior que o de Tane Mahuta e seu tronco limpo maior que o de Te Matua Ngahere, e por medições florestais era o maior em pé. Outra árvore, Kopi, na floresta de Omahuta, perto do pé Hokianga kauri, foi a terceira maior com uma altura de 56,39 metros (185') e um diâmetro de 4,19 metros (13,75'). Caiu em 1973. Como muitos kauri antigos, ambas as árvores eram parcialmente ocas.

## Taxa de crescimento e idade
Em geral, ao longo da vida da árvore, a taxa de crescimento tende a aumentar, atingir um máximo e depois diminuir. Um estudo de 1987 mediu incrementos médios anuais de diâmetro variando de 1,5 a 4,6 mm por ano com uma média geral de 2,3 milímetros por ano. Isso equivale a 8,7 anéis anuais por centímetro de núcleo, que se diz ser metade do valor comumente citado para a taxa de crescimento. O mesmo estudo encontrou apenas uma relação fraca entre idade e diâmetro. O crescimento do kauri em florestas plantadas e florestas naturais de segundo crescimento foi revisado e comparado durante o desenvolvimento de modelos de crescimento e rendimento para a espécie. Os Kauri em florestas plantadas apresentaram produtividade em volume até 12 vezes maior do que aqueles em povoamentos naturais na mesma idade.
Indivíduos nos mesmos 10 A classe de diâmetro de cm pode variar em idade em 300 anos, e o maior indivíduo em qualquer local em particular geralmente não é o mais velho. As árvores normalmente podem viver mais de 600 anos. Muitos indivíduos provavelmente excedem 1.000 anos, mas não há evidências conclusivas de que as árvores possam ter mais de 2.000 anos de idade. Ao combinar amostras de anéis de árvores de kauri vivos, edifícios de madeira e madeira de pântano preservada, foi criada uma dendrocronologia que remonta a 4.500 anos, o mais longo registro de anéis de árvores de mudanças climáticas passadas no hemisfério sul. Um kauri de madeira de pântano de 1700 anos que data de aproximadamente 42.000 anos atrás contém flutuações de carbono-14 em escala fina em seus anéis que podem refletir a mais recente inversão de campo magnético da Terra.

## Estrutura radicular e interação do solo
Um dos aspectos que definem o nicho ecológico único da árvore kauri é sua relação com o solo abaixo. Muito parecido com os podocarpos, ele se alimenta da serapilheira orgânica próxima à superfície do solo através de pelos finos das raízes. Essa camada do solo é composta de matéria orgânica derivada de folhas e galhos caídos, bem como de árvores mortas, e está em constante decomposição. Por outro lado, as árvores de folha larga, como o mahoe, obtêm uma boa fração de sua nutrição na camada mineral mais profunda do solo. Embora seu sistema radicular de alimentação seja muito raso, ele também possui várias raízes de pino direcionadas para baixo que o ancoram firmemente no solo. Uma base tão sólida é necessária para evitar que uma árvore do tamanho de um kauri sopre em tempestades e ciclones.
A serapilheira deixada pelo kauri é muito mais ácida do que a maioria das árvores e, à medida que se decompõe, compostos ácidos semelhantes são liberados. Em um processo conhecido como lixiviação, essas moléculas ácidas passam pelas camadas do solo com a ajuda das chuvas e liberam outros nutrientes presos na argila, como nitrogênio e fósforo. Isso deixa esses nutrientes importantes indisponíveis para outras árvores, pois são levados para camadas mais profundas. Este processo é conhecido como podsolização e muda a cor do solo para um cinza fosco. Para uma única árvore, isso deixa uma área de solo lixiviado abaixo, conhecida como cup podsol. Esse processo de lixiviação é importante para a sobrevivência do kauri, pois compete com outras espécies pelo espaço.
A folhas mortas e outras partes em decomposição de um kauri se decompõem muito mais lentamente do que as da maioria das outras espécies. Além de sua acidez, a planta também contém substâncias como ceras e fenóis, principalmente taninos, que são prejudiciais aos microrganismos. Isso resulta em um grande acúmulo de lixo ao redor da base de uma árvore madura na qual suas próprias raízes se alimentam. Tal como acontece com a maioria das plantas perenes, essas raízes de alimentação também abrigam fungos simbióticos conhecidos como micorrizas, que aumentam a eficiência da planta na absorção de nutrientes. Nessa relação mutualista, o fungo obtém sua própria nutrição das raízes. Em suas interações com o solo, o kauri é capaz de privar seus competidores de nutrientes tão necessários e competir com linhagens muito mais jovens.

## Distribuição

### Distribuição espacial local

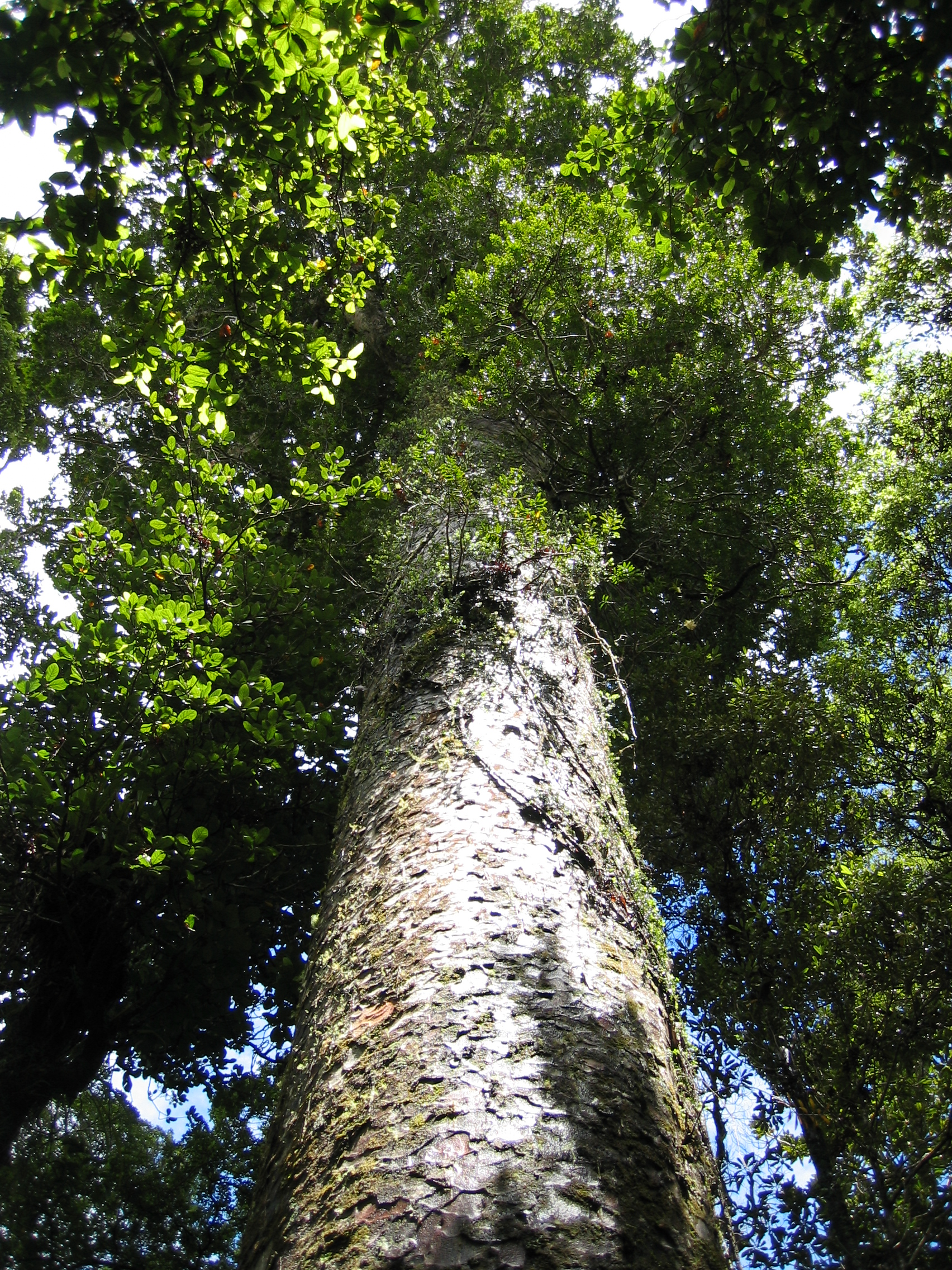
Um kauri na Floresta Waipoua

Em termos de topografia local, Kauri está longe de ser disperso aleatoriamente. Como mencionado acima, kauri depende de privar seus concorrentes de nutrição para sobreviver. No entanto, uma consideração importante não discutida até agora é a inclinação do terreno. A água nas colinas flui para baixo pela ação da gravidade, levando consigo os nutrientes do solo. Isso resulta em um gradiente de solo pobre em nutrientes no topo das encostas para solos ricos em nutrientes abaixo. Como os nutrientes lixiviados são substituídos por nitratos e fosfatos aquosos de cima, a árvore kauri é menos capaz de inibir o crescimento de competidores fortes, como as angiospermas. Em contraste, o processo de lixiviação só é intensificado em altitudes mais elevadas. Na Floresta Waipoua isso se reflete em maiores abundâncias de kauri nas cristas dos cumes, e maiores concentrações de seus principais competidores, como taraire, em baixas altitudes. Esse padrão é conhecido como partição de nicho, e permite que mais de uma espécie ocupe a mesma área. As espécies que vivem ao lado do kauri incluem o tawari, uma árvore de folhas largas montanhosas que normalmente é encontrada em altitudes mais altas, onde a ciclagem de nutrientes é naturalmente lenta.

### Mudanças ao longo do tempo geológico recente
Kauri é encontrado crescendo em seu ecossistema natural ao norte de 38°S de latitude. Seu limite sul se estende desde o porto de Kawhia, no oeste, até a cordilheira de Kaimai, no leste. No entanto, sua distribuição mudou muito ao longo do tempo geológico por causa das mudanças climáticas. Isso é mostrado na época recente do Holoceno por sua migração para o sul após o pico da última era glacial. Durante este tempo, quando as camadas de gelo congeladas cobriam grande parte dos continentes do mundo, kauri foi capaz de sobreviver apenas em bolsões isolados, sendo seu principal refúgio no extremo norte. A datação por radiocarbono é uma técnica usada pelos cientistas para descobrir a história da distribuição da árvore, com kauri de toco de pântanos de turfa usados para medição. O período mais frio dos últimos tempos ocorreu cerca de 15.000 a 20.000 anos atrás, período durante o qual kauri foi aparentemente confinado ao norte de Kaitaia, próximo ao ponto mais setentrional da Ilha do Norte, Cabo Norte. Kauri requer uma temperatura média de 17 °C ou mais durante a maior parte do ano. O recuo da árvore pode ser usado como proxy das mudanças de temperatura durante este período. Embora não presente nos dias modernos, a Península de Aupouri, no extremo norte, era um refúgio para o kauri, pois grandes quantidades de goma de kauri estavam presentes nos solos.
Ainda não está claro se kauri recolonizou a Ilha do Norte a partir de um único refúgio no extremo norte ou de bolsões dispersos de povoamentos isolados que conseguiram sobreviver apesar das condições climáticas. Ele se espalhou para o sul através de Whangārei, passando por Dargaville e até o sul de Waikato, atingindo seu pico de distribuição durante os anos de 3000 BP a 2000 BP. Há alguma sugestão de que diminuiu um pouco desde então, o que pode indicar que as temperaturas diminuíram ligeiramente. Durante o pico de seu movimento para o sul, ele estava viajando tão rápido quanto 200 metros por ano. Sua expansão para o sul parece relativamente rápida para uma árvore que pode levar um milênio para atingir a maturidade completa. Isso pode ser explicado pelo seu padrão de história de vida.
Kauri depende do vento para polinização e dispersão de sementes, enquanto muitas outras árvores nativas têm suas sementes transportadas por grandes distâncias por frugívoros (animais que comem frutas), como o kererū (pombo nativo). No entanto, as árvores kauri podem produzir sementes enquanto são relativamente jovens, levando apenas 50 anos ou mais antes de dar origem à sua própria prole. Essa característica os torna um pouco como uma espécie pioneira, apesar do fato de que sua longa vida útil é característica das espécies K-selecionadas. Em boas condições, onde o acesso à água e luz solar estão acima da média, diâmetros superiores a 15 centímetros e a produção de sementes pode ocorrer em até 15 anos.

## Regeneração e história de vida

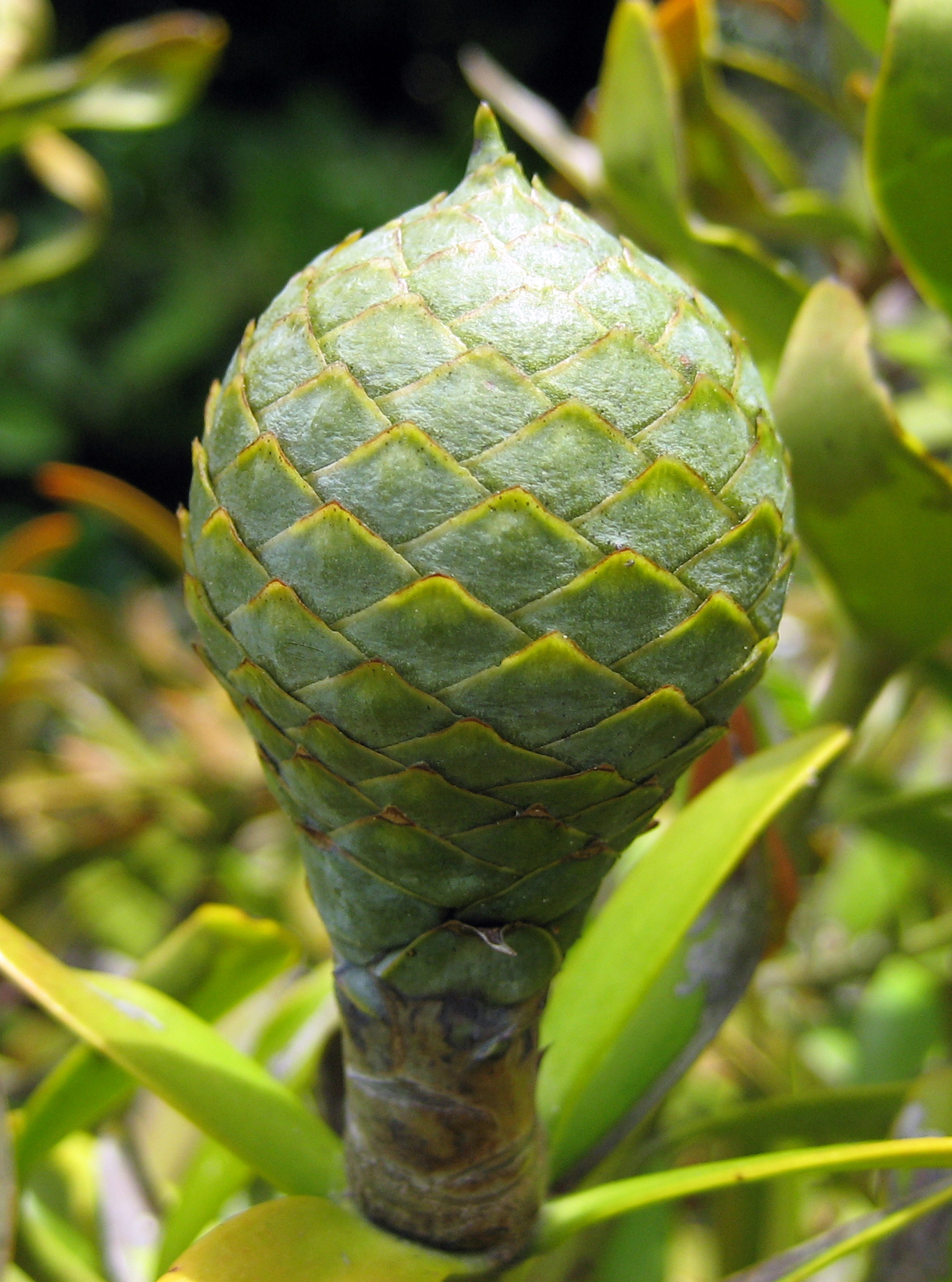
Cone feminino de Agathis australis, Auckland, Nova Zelândia

Assim como o nicho do kauri é diferenciado por suas interações com o solo, ele também possui uma 'estratégia' de regeneração separada em comparação com seus vizinhos de folhas largas. A relação é muito semelhante às florestas de folhas-podocarpo mais ao sul. Kauri demandam muito mais luz e requerem maiores clareiras para se regenerar do que árvores de folhas largas como puriri e kohekohe que mostram muito mais tolerância à sombra. Ao contrário do kauri, essas espécies de folhas largas podem se regenerar em áreas onde níveis mais baixos de luz atingem o nível do solo, por exemplo, a partir de um único galho caindo. As árvores Kauri devem, portanto, permanecer vivas por tempo suficiente para que ocorra uma grande perturbação, permitindo-lhes luz suficiente para se regenerar. Em áreas onde grandes quantidades de floresta são destruídas, como a extração de madeira, as mudas de kauri são capazes de se regenerar muito mais facilmente devido não apenas ao aumento da luz solar, mas também por sua resistência relativamente forte ao vento e às geadas. Os Kauri ocupam a camada emergente da floresta, onde ficam expostos aos efeitos do clima; entretanto, as árvores menores que dominam a copa principal são abrigadas tanto pelas árvores emergentes acima quanto umas pelas outras. Deixadas em áreas abertas sem proteção, essas árvores menores são muito menos capazes de se regenerar.
Quando há uma perturbação severa o suficiente para favorecer sua regeneração, as árvores kauri se regeneram em massa, produzindo uma geração de árvores de idade semelhante após cada perturbação. A distribuição de kauri permite aos pesquisadores deduzir quando e onde os distúrbios ocorreram e quão grandes podem ter sido; a presença de kauri abundante pode indicar que uma área é propensa a distúrbios. As mudas de Kauri ainda podem ocorrer em áreas com pouca luz, mas as taxas de mortalidade aumentam para essas mudas, e aquelas que sobrevivem ao autodesbaste e crescem até o estágio de muda tendem a ser encontradas em ambientes mais iluminados.
Durante os períodos de menor perturbação, o kauri tende a perder terreno para os competidores de folhas largas, que podem tolerar melhor ambientes sombreados. Na completa ausência de perturbação, o kauri tende a se tornar raro, pois é excluído por seus concorrentes. A biomassa de Kauri tende a diminuir durante esses períodos, à medida que mais biomassa se concentra em espécies de angiospermas como towai. As árvores Kauri também tendem a se tornar mais aleatoriamente distribuídas em idade, com cada árvore morrendo em um ponto diferente no tempo, e as lacunas de regeneração se tornando raras e esporádicas. Ao longo de milhares de anos, essas estratégias de regeneração variadas produzem um efeito de cabo de guerra onde os kauri recuam para cima durante os períodos de calmaria e, em seguida, assumem áreas mais baixas brevemente durante distúrbios em massa. Embora tais tendências não possam ser observadas durante a vida humana, a pesquisa sobre os padrões atuais de distribuição, o comportamento das espécies em condições experimentais e o estudo de sedimentos de pólen (ver palinologia ) ajudaram a esclarecer a história de vida do kauri.
As sementes de Kauri geralmente podem ser retiradas de cones maduros no final de março. Cada escama em um cone contém uma única semente alada de aproximadamente 5 mm por 8 mm e preso a uma asa fina, talvez com a metade do tamanho novamente. O cone está totalmente aberto e disperso em apenas dois a três dias após o início.
Estudos mostram que os kauri desenvolvem enxertos de raízes através dos quais compartilham água e nutrientes com vizinhos da mesma espécie.

## Etnobotânica

### Desmatamento
Os pequenos bolsões remanescentes de floresta kauri na Nova Zelândia sobreviveram em áreas que não foram submetidas a queimadas pelos maoris e eram muito inacessíveis para madeireiros europeus. A maior área de floresta kauri madura é a Floresta Waipoua em Northland. Kauri maduros e em regeneração também podem ser encontrados em outros Parques Nacionais e Regionais, como Puketi e Omahuta Forests em Northland, Waitākere Ranges perto de Auckland e Coromandel Forest Park na Península de Coromandel.
A importância da Floresta Waipoua em relação aos kauri era que ela permanecia a única floresta de kauri que mantinha sua antiga condição virgem e que era extensa o suficiente para oferecer uma promessa razoável de sobrevivência permanente. Em 2 de julho de 1952, uma área de mais de 80 km 2 de Waipoua foi proclamado santuário florestal após uma petição ao Governo. O zoólogo William Roy McGregor foi uma das forças motrizes deste movimento, escrevendo um panfleto ilustrado de 80 páginas sobre o assunto, que provou ser um manifesto eficaz para a conservação. Junto com o Warawara ao norte, a Floresta Waipoua contém três quartos dos kauri restantes da Nova Zelândia. Kauri Grove na Península Coromandel é outra área com um aglomerado remanescente de kauri, e inclui o Kauri Siamese, duas árvores com um tronco inferior conjunto.
Em 1921, um filantropo da Cornualha chamado James Trounson vendeu ao governo por £ 40.000, uma grande área adjacente a alguns acres de terra da Coroa e que dizia conter pelo menos 4.000 árvores kauri. De tempos em tempos, Trounson oferecia terras adicionais, até que o que é conhecido como Trounson Park compreendesse um total de 4 km2.
Os espécimes mais famosos são Tāne Mahuta e Te Matua Ngahere na Floresta Waipoua. Estas duas árvores tornaram-se atrações turísticas devido ao seu tamanho e acessibilidade. Tane Mahuta, em homenagem ao deus da floresta Maori, é o maior kauri existente com uma circunferência de 13,77 metros (45,2 pés), uma altura de tronco de 17,68 metros (58,0 pés), uma altura total de 51,2 metros (168 pés) e um volume total incluindo a coroa de 516,7 metros cúbicos (18.247 pés cúbicos). Te Matua Ngahere, que significa 'Pai da Floresta', é menor, mas mais robusto que Tane Mahuta, com uma circunferência (circunferência) de 16,41 m (53,8 pés). Nota importante: todas as medições acima foram feitas em 1971.
Kauri é comum como um espécime de árvore em parques e jardins em toda a Nova Zelândia, valorizado pela aparência distinta de árvores jovens, sua baixa manutenção uma vez estabelecida (embora as mudas sejam macias).

## Morte de Kauri

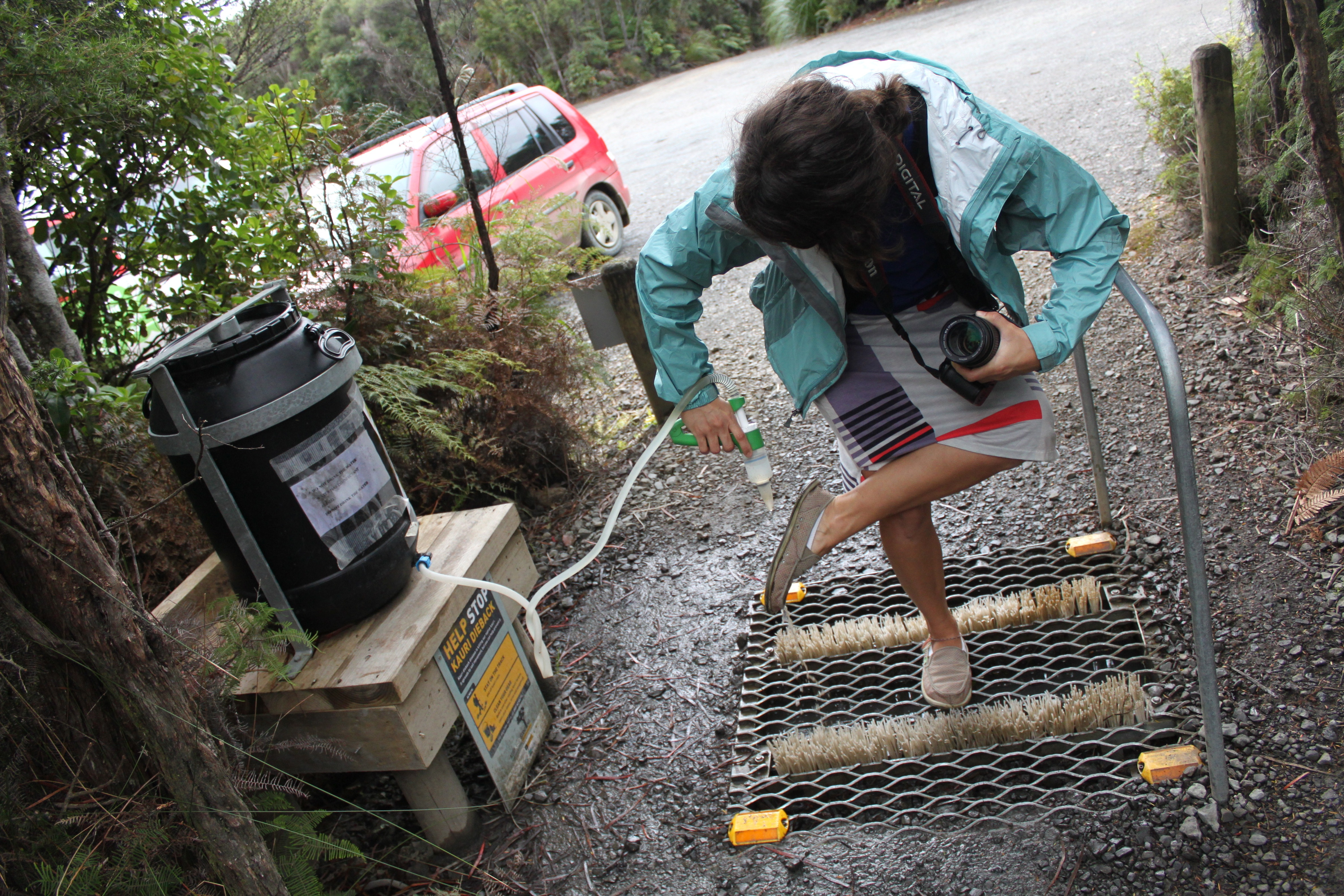
Uma mulher lava os sapatos para reduzir a propagação da doença de morte de kauri na floresta de Waipoua

A morte de Kauri foi observada nas cordilheiras de Waitākere causada por Phytophthora cinnamomi na década de 1950, novamente na Ilha da Grande Barreira em 1972 ligada a um patógeno diferente, Phytophthora agathidicida e posteriormente se espalhou para a floresta de kauri no continente. Acredita-se que a doença, conhecida como morte de kauri ou podridão do colarinho de kauri, tenha mais de 300 anos e causa folhas amareladas, copa rala, galhos mortos, lesões que sangram resina e morte de árvores.
Phytophthora agathidicida foi identificada como nova espécie em abril de 2008. Seu parente mais próximo conhecido é Phytophthora katsurae. Acredita-se que o patógeno seja transmitido nos sapatos das pessoas ou por mamíferos, principalmente porcos selvagens. Uma equipe de resposta colaborativa foi formada para trabalhar na doença. A equipe inclui o MAF Biosecurity, o Departamento de Conservação, os conselhos regionais de Auckland e Northland, o Conselho Regional de Waikato e o Conselho Regional de Bay of Plenty. A equipe é encarregada de avaliar o risco, determinar métodos e sua viabilidade para limitar a disseminação, coletar mais informações (por exemplo, quão difundido) e garantir uma resposta coordenada. O Departamento de Conservação emitiu diretrizes para evitar a propagação da doença, incluindo manter trilhas definidas, limpar calçados antes e depois de entrar em áreas de floresta de kauri e ficar longe de raízes de kauri.